# Somewhere in the World It's Christmas
Somewhere in the World It's Christmas is de vijftiende aflevering van het vierde seizoen van het tienerdrama Beverly Hills, 90210, die voor het eerst werd uitgezonden op 22 december 1993.

## Verhaal
De familie Walsh vieren Kerstmis en kijken terug op vorige Kerstdagen. Ze besluiten de feestdag te vieren in Hawaï. Eenmaal in het vliegtuig zijn er echter problemen met het toestel. Brenda, die al last heeft van vliegangst, vreest voor haar leven en maakt duidelijk dat ze nog niet bereid is om te sterven. Het vliegtuig keert terug naar Los Angeles als blijkt dat deze niet veilig Hawaï kan bereiken en bij de landing denkt iedereen voor een moment dat ze zullen sterven. Het vliegtuig landt echter zonder gevaren en de familie Walsh besluit Kerstmis in Los Angeles door te brengen.
Dylan wil zijn Kerstmis surfend in Baja doorbrengen, maar wordt verrast met de komst van een onbekende vrouw en haar 12-jarige dochter. Ze mogen de Kerst bij hem doorbrengen wanneer ze vertelt dat ze in een opvangtehuis wonen. De vrouw, Suzanne, biecht uiteindelijk op dat haar dochter Erica ook de dochter van Dylans overleden vader Jack is en dat ze dus zijn halfzus is. Dylan weet niet of hij haar moet geloven, maar is blij een zusje te hebben en doet er alles aan haar naar haar zin te maken.
Donna viert haar verjaardag op Kerstmis, maar heeft niet de perfecte dag. David doet namelijk erg bot tegen haar, omdat ze niet met hem naar bed wil gaan. Hij verbreekt uiteindelijk zijn relatie met haar om die reden en Donna is gebroken. Ondertussen is Andrea door Jesse's familie uitgenodigd om de Kerstmis door te brengen in een Katholieke kerk. Andrea is zelf joods en weet maar moeilijk hoe ze zich moet gedragen, maar heeft het uiteindelijk goed naar haar zin.

## Rolverdeling
- Jason Priestley - Brandon Walsh
- Shannen Doherty - Brenda Walsh
- Jennie Garth - Kelly Taylor
- Ian Ziering - Steve Sanders
- Gabrielle Carteris - Andrea Zuckerman
- Luke Perry - Dylan McKay
- Brian Austin Green - David Silver
- Tori Spelling - Donna Martin
- Carol Potter - Cindy Walsh
- James Eckhouse - Jim Walsh
- Joe E. Tata - Nat Bussichio
- Matthew Laurance - Mel Silver
- Mark D. Espinoza - Jesse Vasquez
- Kerrie Keane - Suzanne Steele
- Noley Thornton - Erica McKay
- Angela Visser - Nina